# Red Buttons
Red Buttons, pseudoniem van Aaron Chwatt (Manhattan, New York, 5 februari 1919 - Los Angeles, 13 juli 2006) was een Amerikaans acteur van Joodse afkomst. Hij speelde zowel in films als in diverse televisieseries. Voor zijn rol als de Amerikaanse militaire piloot Joe Kelly in het romantisch drama Sayonara won hij onder meer een Oscar voor beste mannelijke bijrol en een Golden Globe.
Buttons trouwde driemaal. Van 1947 tot 1951 was hij getrouwd met actrice Roxanne Arlen (1931-1981). Zijn tweede huwelijk was met Helayne McNorton, maar ook dit huwelijk eindigde in 1963 door een scheiding. Een jaar later trouwde hij een derde keer, nu met Alicia Pratt. In 2001 overleed zij en werd hij weduwnaar.
Buttons overleed op 87-jarige leeftijd aan een hartziekte. Zijn laatste rol was die van Jules 'Ruby' Rubadoux in een aflevering van ER in 2005.

## Filmografie
*Exclusief televisiefilms
- Odessa or Bust (2001)
- The Story of Us (1999)
- It Could Happen to You (1994)
- The Ambulance (1990)
- 18 Again! (1988)
- When Time Ran Out... (1980)
- C.H.O.M.P.S. (1979)
- Movie Movie (1978)
- Pete's Dragon (1977)
- Viva Knievel! (1977)
- Gable and Lombard (1976)
- The Poseidon Adventure (1972)
- Who Killed Mary What's 'Er Name? (1971)
- They Shoot Horses, Don't They? (1969)
- Stagecoach (1966)
- Harlow (1965)
- Up from the Beach (1965)
- Your Cheatin' Heart (1964)
- A Ticklish Affair (1963)
- Gay Purr-ee (1962, stem)
- The Longest Day (1962)
- Five Weeks in a Balloon (1962)
- Hatari! (1962)
- One, Two, Three (1961)
- The Big Circus (1959)
- Imitation General (1958)
- Sayonara (1957)
- 13 Rue Madeleine (1947)
- Winged Victory (1944)